# Corte Gambaredolo

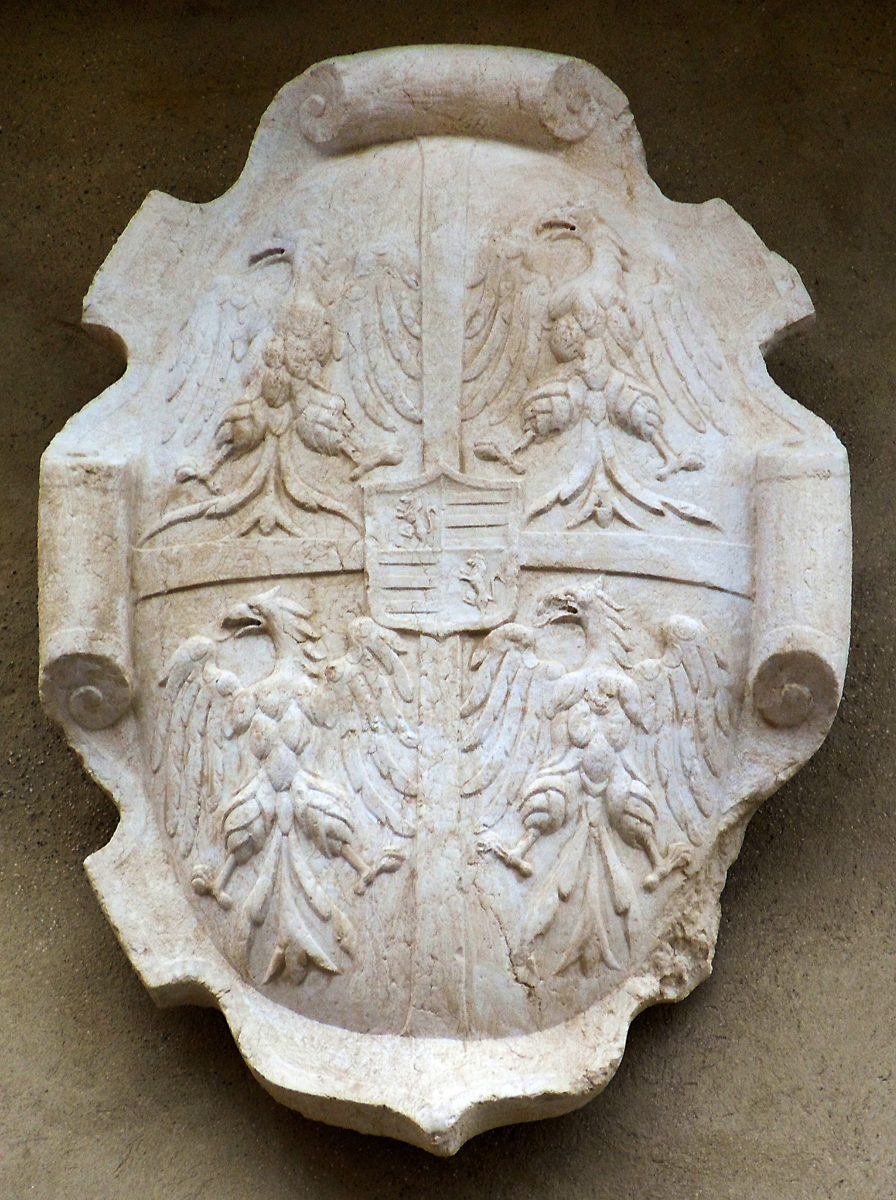
Stemma in marmo con l'arma dei Gonzaga posto sulla Torre civica di Castel Goffredo (XVI secolo)

La Corte Gambaredolo (o Villa Gambaredolo) è una storica corte lombarda rinascimentale di Castel Goffredo, in provincia di Mantova, situata nell'omonima località alla periferia est della città provenendo da Ceresara. Attualmente in parziale disuso.

## Descrizione

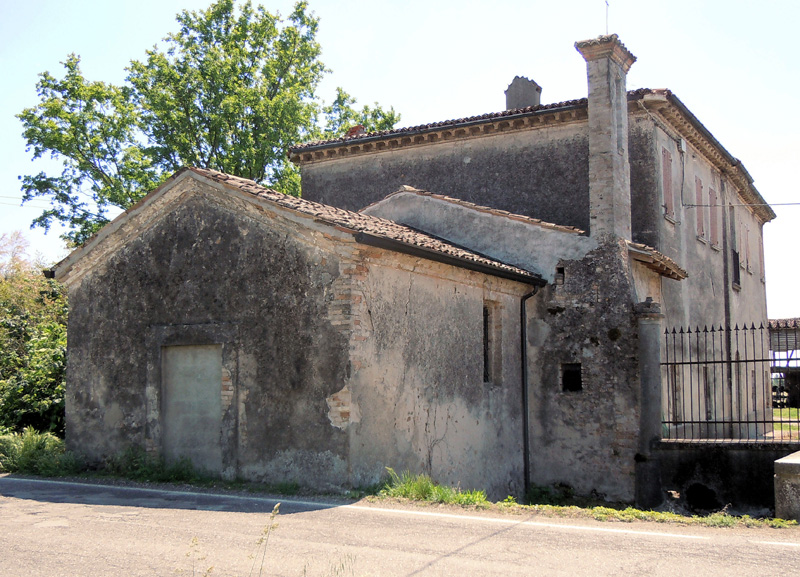
Oratorio di San Carlo

La corte si presenta a pianta quadrangolare con uno spazio interno circondato e chiuso da una serie di edifici con quattro piccole torri agli angoli. Alla sinistra del complesso è situata la villa padronale. L'accesso alla corte avviene attraverso il ponte sulla 
peschiera, fiancheggiato da due balaustre in marmo e chiuso da un cancello a protezione.

## Storia

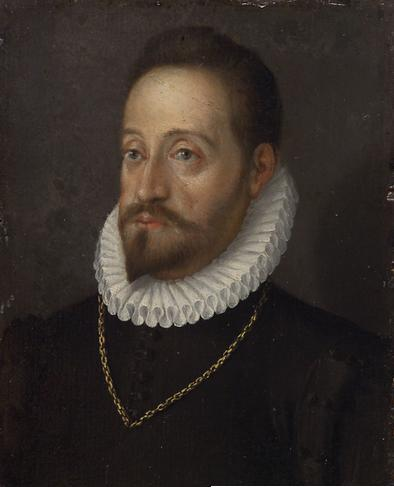
Alfonso Gonzaga

Fu costruita nei primi decenni del Cinquecento per volere del marchese di Castel Goffredo Aloisio Gonzaga e destinata a luogo di villeggiatura dei “Gonzaga di Castel Goffredo".
Alla morte di Aloisio nel 1549 il feudo passò al figlio primogenito Alfonso che, malato di gotta, si stabilì definitivamente a Castel Goffredo nel 1586. Costui, durante la sua permanenza a Corte Gambaredolo, mentre era intento a gettare pane ai pesci, il 7 maggio 1592  venne assassinato per motivi ereditari da otto sicari inviati dal nipote Rodolfo Gonzaga di Castiglione, che fecero scempio del corpo. I sicari subirono un processo e furono condannati a morte. Uno di questi, Andrea Franzoni, venne giustiziato ed il suo corpo appeso alle mura della corte.
Dopo la morte di Alfonso Gonzaga, il possesso della corte passò alla figlia Caterina che effettuò migliorie e nel 1615 fece anche edificare l'Oratorio di San Carlo sul luogo dell'assassinio del padre. Dal 1595 al 1600 vi soggiornò Ippolita Maggi, vedova di Alfonso Gonzaga, che ricevette la corte in usufrutto.
Nel 1657 l'Oratorio di San Carlo e la corte vennero visitati dal cardinale Pietro Ottoboni, della diocesi di Brescia, alla quale la chiesa appartenne sino alla fine del Seicento.
Passata sotto la diocesi di Mantova, nel 1777 la chiesa fu visitata dal vescovo Giovanni Battista de Pergen.
Corte Gambaredolo è stata inserita tra I Luoghi del Cuore, iniziativa promossa dal FAI.